# Regionalwahl in der Toskana 2020
Die Regionalwahl in der Toskana 2020 fand am 20. und 21. September statt; der Regionalrat und der Präsident der Region wurden gleichzeitig gewählt.

## Wahlergebnis
| Kandidaten                            | Kandidaten           | Stimmen   | %    | Listen                               | Stimmen   | %    | Mandate |
| ------------------------------------- | -------------------- | --------- | ---- | ------------------------------------ | --------- | ---- | ------- |
|                                       | Eugenio Gianigewählt | 864.310   | 48,8 | Partito Democratico                  | 563.116   | 34,7 | 22      |
| Italia Viva - +Europa                 | Eugenio Gianigewählt | 864.310   | 48,8 | 72.649                               | 4,5       | 2    |         |
| Sinistra Civica Ecologista            | Eugenio Gianigewählt | 864.310   | 48,8 | 48.410                               | 3,0       | –    |         |
| Orgoglio Toscana per Giani Presidente | Eugenio Gianigewählt | 864.310   | 48,8 | 47.778                               | 2,9       | –    |         |
| Europa Verde Progressista Civica      | Eugenio Gianigewählt | 864.310   | 48,8 | 26.924                               | 1,7       | –    |         |
| Svolta!                               | Eugenio Gianigewählt | 864.310   | 48,8 | 5.246                                | 0,3       | –    |         |
| ↳ Gesamt                              | Eugenio Gianigewählt | 864.310   | 48,8 | 764.123                              | 47,1      | 24   |         |
|                                       | Susanna Ceccardi     | 719.266   | 40,6 | Lega Salvini Premier                 | 353.514   | 21,8 | 8       |
| Fratelli d’Italia                     | Susanna Ceccardi     | 719.266   | 40,6 | 219.165                              | 13,5      | 4    |         |
| Forza Italia - UDC                    | Susanna Ceccardi     | 719.266   | 40,6 | 69.456                               | 4,3       | 1    |         |
| Toscana Civica per il Cambiamento     | Susanna Ceccardi     | 719.266   | 40,6 | 16.923                               | 1,0       | –    |         |
| Mandate der Listengruppe              | Susanna Ceccardi     | 719.266   | 40,6 | –                                    | –         | 1    |         |
| ↳ Gesamt                              | Susanna Ceccardi     | 719.266   | 40,6 | 659.058                              | 40,6      | 14   |         |
|                                       | Irene Galletti       | 113.796   | 6,4  | Movimento 5 Stelle                   | 113.836   | 7,0  | 2       |
|                                       | Tommaso Fattori      | 39.684    | 2,2  | Toscana a Sinistra (SI - PRC - PaP!) | 46.514    | 2,9  | –       |
|                                       | Salvatore Catello    | 17.007    | 1,0  | Partito Comunista                    | 17.032    | 1,0  | –       |
|                                       | Marco Barzanti       | 16.078    | 0,9  | Partito Comunista Italiano           | 15.617    | 1,0  | –       |
|                                       | Tiziana Vigni        | 7.668     | 0,4  | Movimento 3V - Libertà di scelta     | 6.974     | 0,4  | –       |
| Gesamt                                | Gesamt               | 1.772.456 | 100  |                                      | 1.622.908 | 100  | 40      |